# Serri
Serri  es un municipio de Italia de 760 habitantes en la provincia de Cerdeña del Sur, región de Cerdeña. Está situado a 50 km al norte de Cagliari, sobre una pequeña colina a más de 600 metros sobre el nivel del mar.
El poblado se originó a causa de una plaga sobre la ciudad romana de Biora, cuyos habitantes abandonaron. Las ruinas de Biora todavía pueden observarse en el valle.

## Lugares de interés
- Iglesia parroquial de San Basilio Magno.
- Santuario nurágico de Santa Vittoria.

## Evolución demográfica
| Gráfica de evolución demográfica de Serri entre 1861 y 2001 |
|                                                             |
| Fuente ISTAT - Elaboración gráfica de Wikipedia             |